# Yuliya Lobzhenidze
Yuliya Lobzhenidze (en ucraniano: Юлія Лобженідзе, en georgiano: იულია ლობჟანიძე; Leópolis, URSS, 23 de agosto de 1977) es una deportista georgiana de origen ucraniano que compitió en tiro con arco, en la modalidad de arco recurvo.
Ganó una medalla de bronce en el Campeonato Mundial de Tiro con Arco al Aire Libre de 2003, dos  medallas en el Campeonato Mundial de Tiro con Arco en Sala, en los años 2003 y 2016, dos medallas en el Campeonato Europeo de Tiro con Arco al Aire Libre, en los años 2006 y 2016, y tres medallas en el Campeonato Europeo de Tiro con Arco en Sala, en los años 2008 y 2015.

## Palmarés internacional
| Representando a Ucrania          |                             |                   |            |
| Campeonato Mundial al Aire Libre |                             |                   |            |
| Año                              | Lugar                       | Medalla           | Prueba     |
| 2003                             | Nueva York (Estados Unidos) | Medalla de bronce | Equipo     |
| Campeonato Mundial en Sala       |                             |                   |            |
| Año                              | Lugar                       | Medalla           | Prueba     |
| 2003                             | Nimes (Francia)             | Medalla de oro    | Equipo     |
| Campeonato Europeo al Aire Libre |                             |                   |            |
| Año                              | Lugar                       | Medalla           | Prueba     |
| 2006                             | Atenas (Grecia)             | Medalla de plata  | Equipo     |
| Campeonato Europeo en Sala       |                             |                   |            |
| Año                              | Lugar                       | Medalla           | Prueba     |
| 2008                             | Turín (Italia)              | Medalla de plata  | Individual |
| 2008                             | Turín (Italia)              | Medalla de plata  | Equipo     |
| Representando a Georgia          |                             |                   |            |
| Campeonato Mundial en Sala       |                             |                   |            |
| Año                              | Lugar                       | Medalla           | Prueba     |
| 2016                             | Ankara (Turquía)            | Medalla de bronce | Equipo     |
| Campeonato Europeo al Aire Libre |                             |                   |            |
| Año                              | Lugar                       | Medalla           | Prueba     |
| 2016                             | Nottingham (Reino Unido)    | Medalla de plata  | Equipo     |
| Campeonato Europeo en Sala       |                             |                   |            |
| Año                              | Lugar                       | Medalla           | Prueba     |
| 2015                             | Koper (Eslovenia)           | Medalla de plata  | Equipo     |